# Micheroux
 (février 2022).
Si vous disposez d'ouvrages ou d'articles de référence ou si vous connaissez des sites web de qualité traitant du thème abordé ici, merci de compléter l'article en donnant les références utiles à sa vérifiabilité et en les liant à la section « Notes et références ».
Micheroux (en wallon Mitchroû) est une section de la commune belge de Soumagne située en Région wallonne dans la province de Liège.
C'était une commune à part entière avant la fusion des communes de 1977.

## Géographie

### Description
Micheroux connut un développement industriel avec des mines de charbon : des charbonnages du Hasard, du Bois de Micheroux et de la Bure Guillaume et l'usine de la Société Générale Coopérative. Au début des années 1970 Micheroux a été profondément marqué par leur fermeture définitive. Celles-ci ont été suivies en 1983 par la désaffectation de l'ancienne ligne 38 de la SNCB,  et l'abandon de la gare de Micheroux et de ses dépendances.
Dans le courant des années 1990 on voyait que la population relativement âgée a été progressivement remplacée par des jeunes ménages issus de la banlieue liégeoise. Et on a eu des implantations de nouveaux centres commerciaux et des services sur quelques-uns des anciens sites industrielles. Les anciens bâtiments industriels ont été réaménagés et de nombreux immeubles d'habitation ont été construits.

## Évolution démographique
- Sources : INS, Rem. : 1831 jusqu'en 1970 = recensements, 1976 = nombre d'habitants au 31 décembre.

## Histoire
Lors de la Première Guerre mondiale, le 5 août 1914, les 27e RI et 165e RI de l'armée impériale allemande passèrent par les armes 11 civils et détruisirent 24 maisons lors des atrocités allemandes commises au début de l'invasion.

## Patrimoine et culture

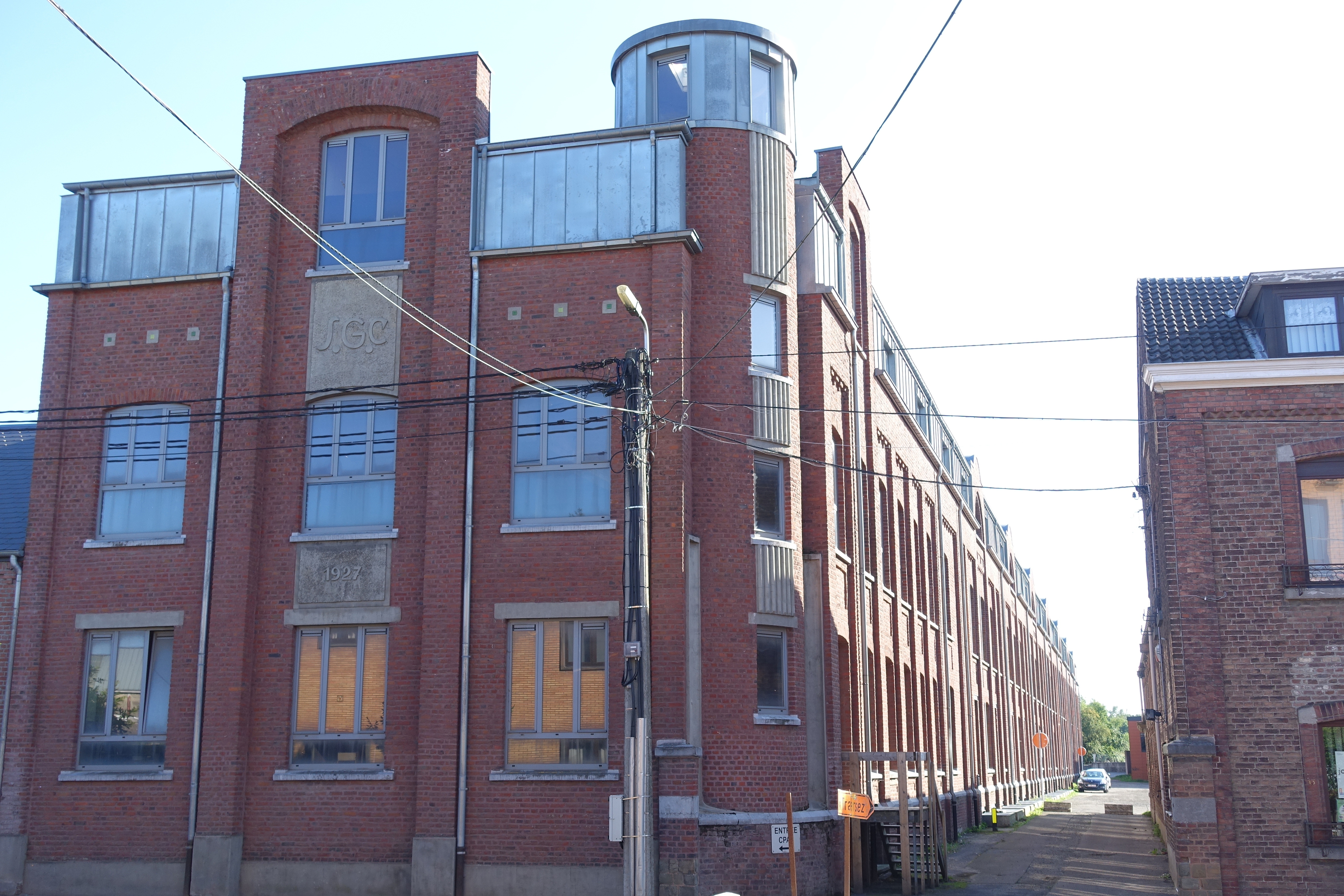
Ancien Coopérative SGC.
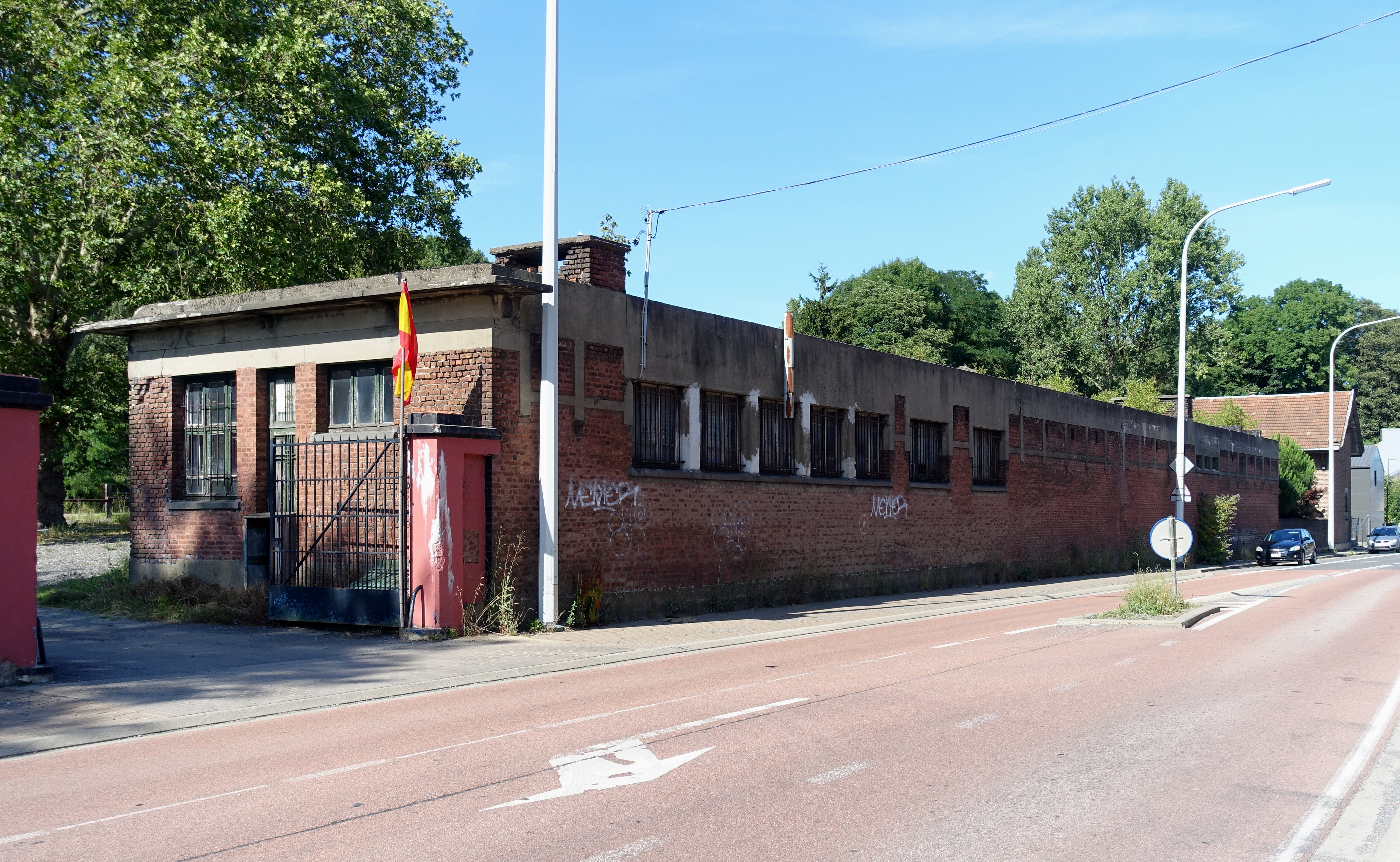
Entrée de l'ancien Charbonnage du Hasard.
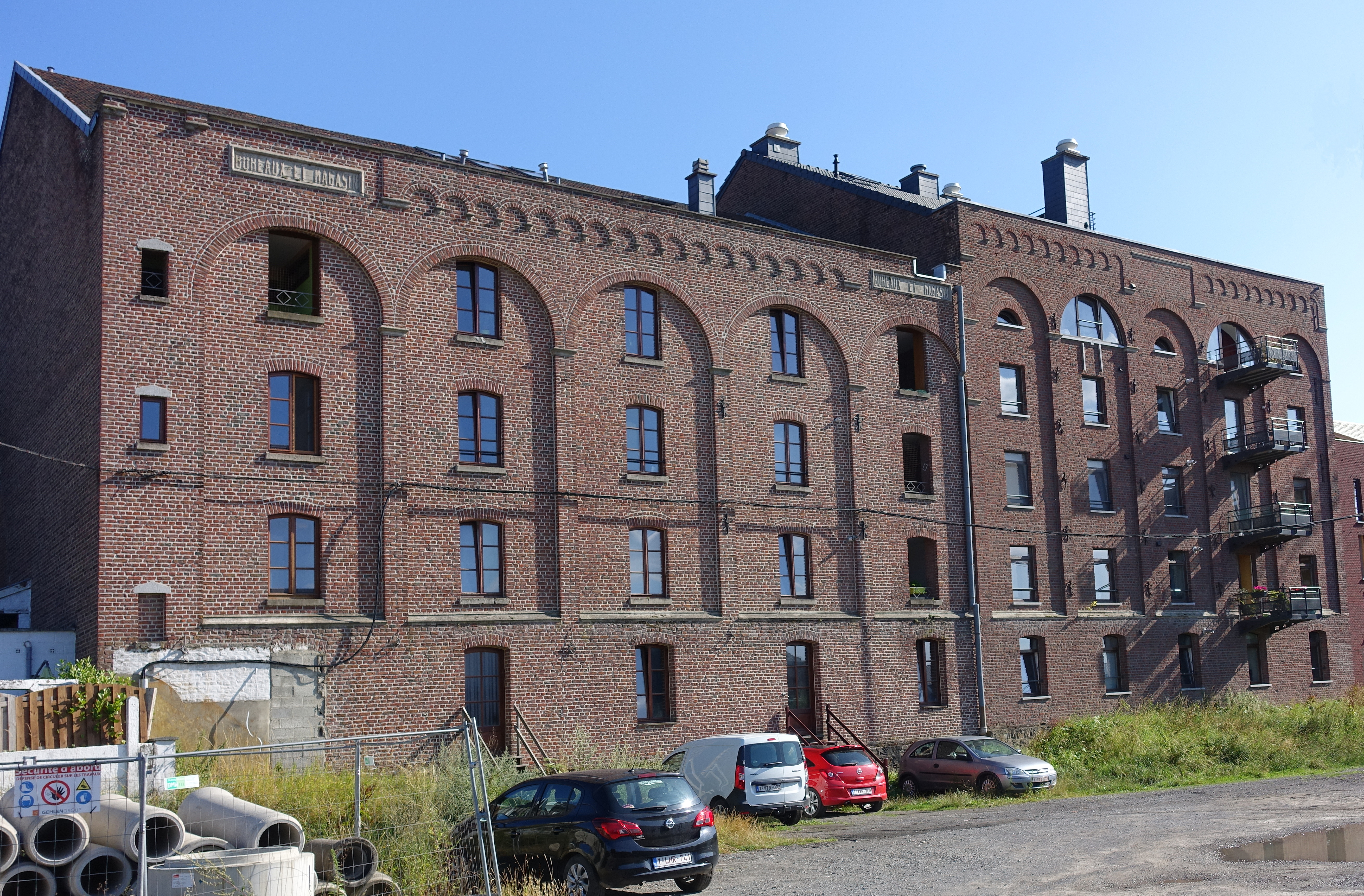
Ancien meunerie de l'Union Agricole.
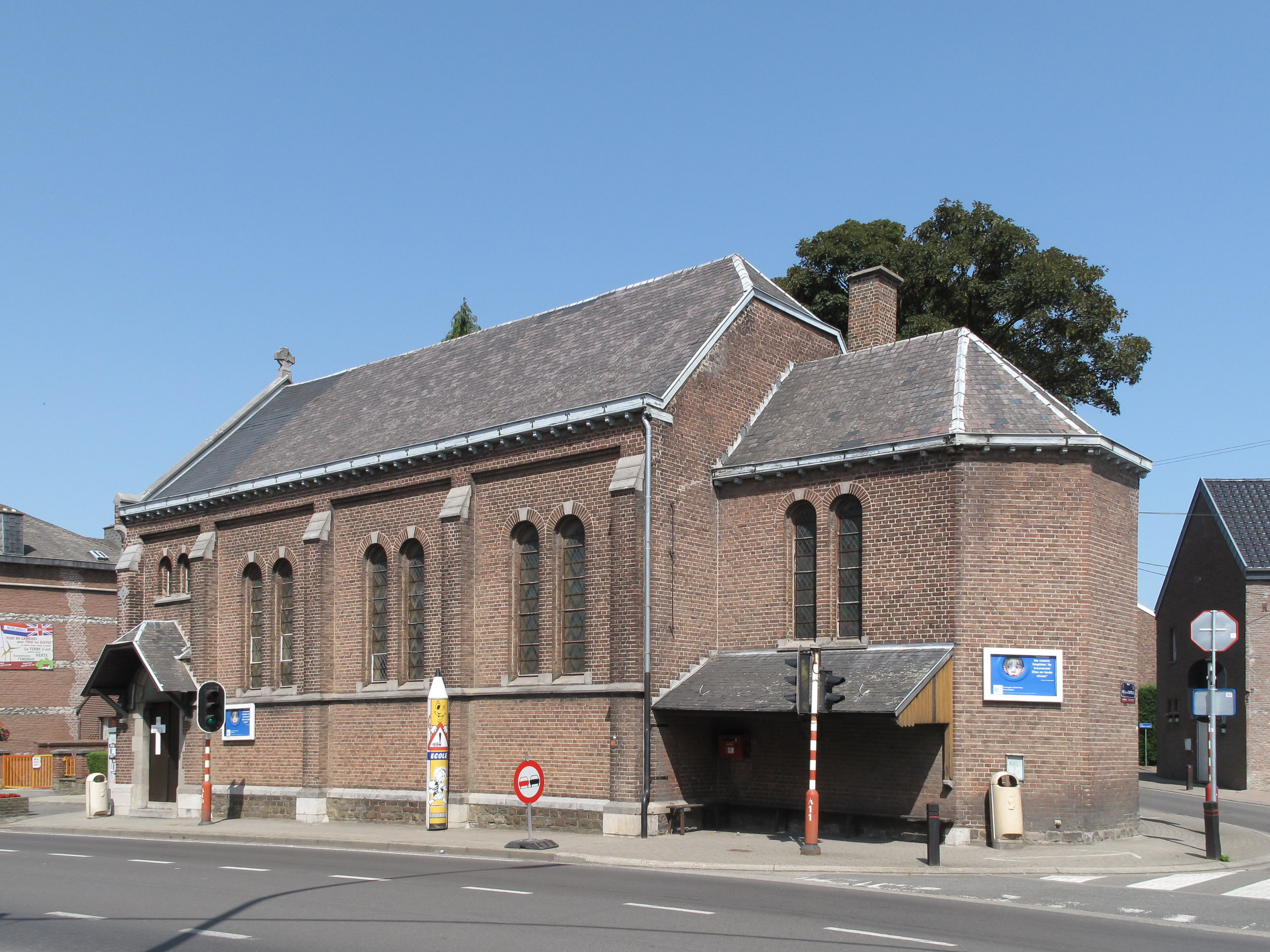
Église Notre Dame de la Visitation.